# Lost and Found (chanson d'Eye Cue)
Pour les articles homonymes, voir Lost and Found.
Chansons représentant la Macédoine au Concours Eurovision de la chanson
Dance Alone
(2017) Proud
(2019)
Lost and Found (« Perdu et retrouvé ») est une chanson interprétée par le groupe macédonien Eye Cue. Elle est sortie le 11 mars 2018 en téléchargement numérique. C'est la chanson qui représente la Macédoine au Concours Eurovision de la chanson 2018 à Lisbonne au Portugal. Elle est intégralement interprétée en anglais.

## Concours Eurovision de la chanson

### Sélection
La chanson est sélectionnée en interne par le diffuseur MRT et est sortie le 11 mars 2018.

### À Lisbonne
Lors de la première demi-finale, Eye Cue interprète Lost and Found en onzième position, suivant Bones de la Bulgarie et précédant Crazy de la Croatie. Elle termine à la 18e place avec 24 points, un total insuffisant pour se qualifier en finale.

## Liste des pistes
| 1. | Lost and Found | 3:04 |